# Automobili di Guido Meregalli
Automobili di Guido Meregalli war ein italienischer Hersteller von Automobilen. Der Markenname lautete Tonello.

## Unternehmensgeschichte
Der Rennfahrer Guido Meregalli gründete 1921 in Mailand das Unternehmen zur Produktion von Automobilen. Konstrukteur war Tonello. 1923 endete die Produktion.

## Fahrzeuge
Das einzige Modell war ein zweisitziger Sportwagen. Ein Vierzylindermotor mit OHC-Ventilsteuerung und Doppelzündung mit 1743 cm³ Hubraum und 50 PS Leistung sorgte für den Antrieb. Die bauartbedingte Höchstgeschwindigkeit war mit 130 km/h angegeben. Das Getriebe hatte vier Gänge. Besonderheit war eine verstellbare Lenksäule.